# الرياضة في كوبا

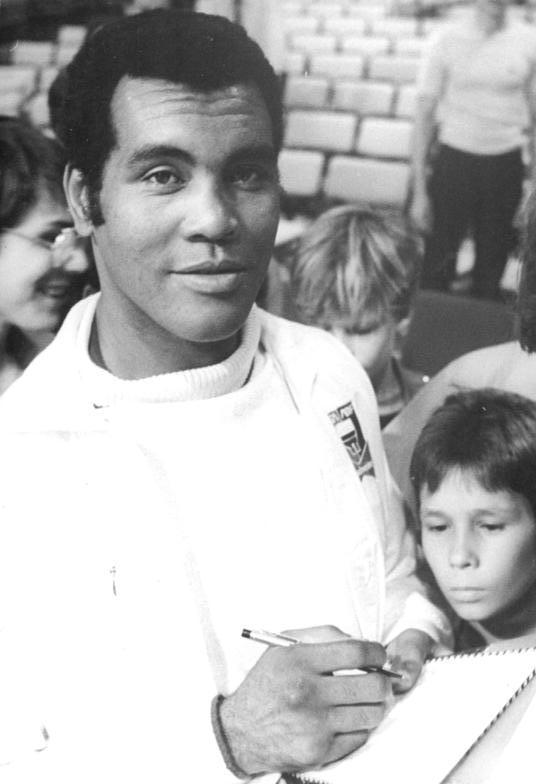

الرياضة في كوبا تعتبر كوبا من أنجح الدول في الرياضة ، والعديد منهم يمارسون الرياضة ومشاركين في أندية رياضية، تعتبر كرة القاعدة هي الرياضة الشعبية الأولى في كوبا، وتعتبر كوبا أفضل دول العالم في هذه الرياضة حيث فازت ب24 كأس العالم لكرة القاعدة وبفارق كبير عن بقية الدول، الرياضات الشعبية الأخرى في كوبا هي كرة السلة وكرة القدم وكرة الطائرة وألعاب القوى والملاكمة والمصارعة ورياضات أخرى.